# Konrad-Adenauer-Denkmal (Cadenabbia)

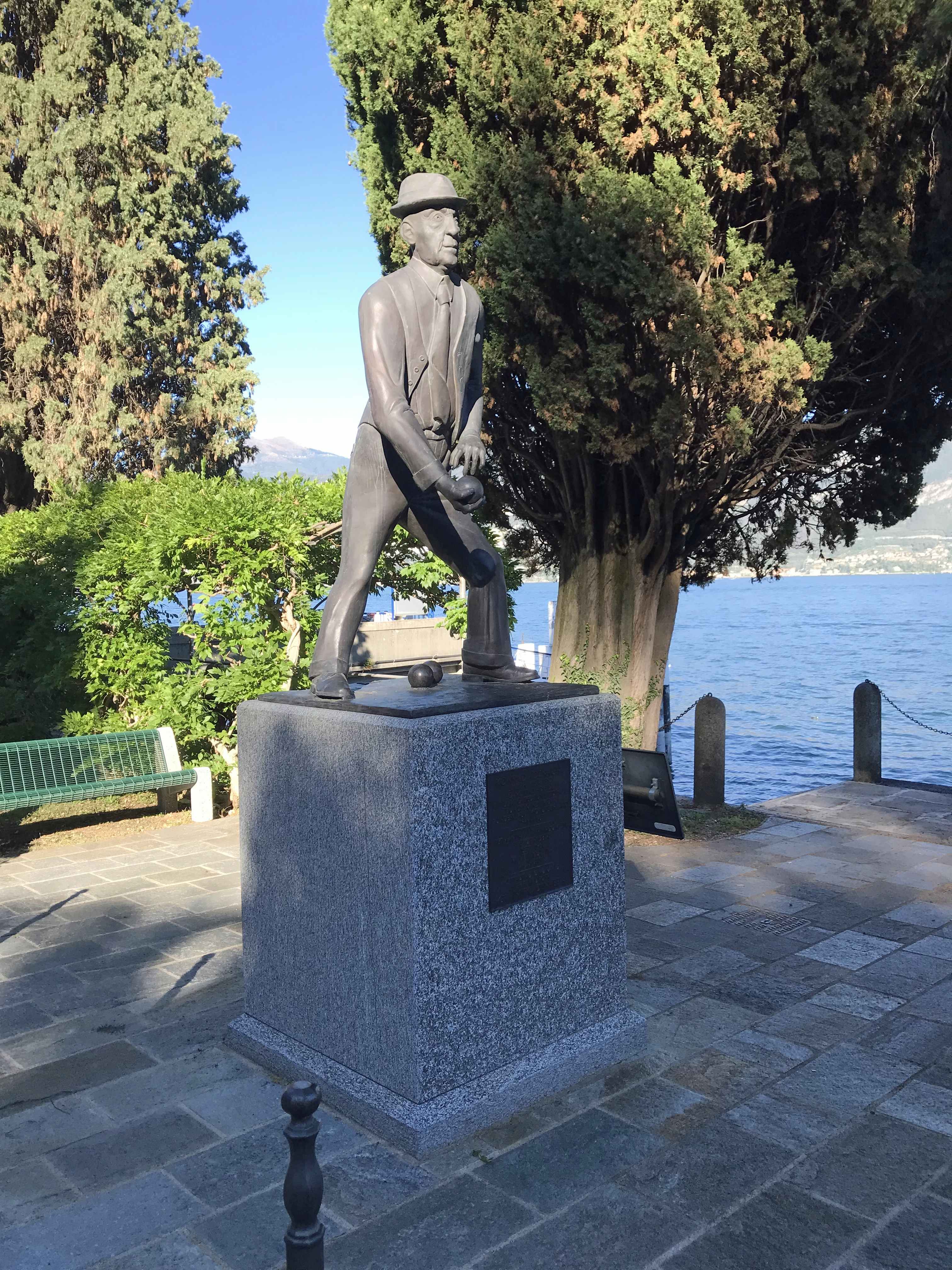
Konrad-Adenauer-Denkmal in Cadenabbia von Hans Kloss. Bronze, 2007.

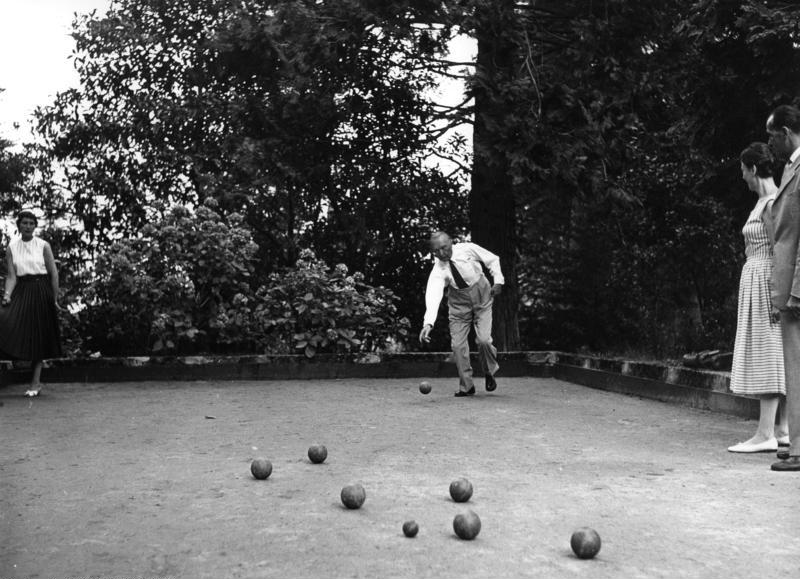
Konrad Adenauer beim Bocciaspiel in Cadenabbia (Foto von 1958)

Das Konrad-Adenauer-Denkmal in Cadenabbia ist eine im Jahre 2007 von dem Lorcher Maler  Hans Kloss geschaffene Bronzestatue, die Konrad Adenauer (1876–1967), den ersten Bundeskanzler der Bundesrepublik Deutschland darstellt und sich in Cadenabbia in Italien befindet.

## Geschichte
Die Idee und Realisierung eines Adenauer-Denkmals stammt von Manfred Przybylski, dem langjährigen Direktor der Konrad-Adenauer-Stiftung Griante-Cadenabbia. Die Bronzestatue wurde im Juli 2007 anlässlich des 40. Todestages von Konrad Adenauer in Cadenabbia am Ufer des Comer Sees aufgestellt. Die Statue wurde von Hans Kloss geschaffen und vom Verband Metall NRW sowie von Antonia Sanchez und Manfred Przybylski finanziert.

## Beschreibung
Das etwa lebensgroße Adenauer-Standbild zeigt den Bundeskanzler an seinem über viele Jahre immer wieder besuchten Urlaubsort Cadenabbia als Boccia-Spieler mit seinem berühmten Pepita-Hut auf dem Kopf. Er ist mit langem Oberhemd und Weste bekleidet, letztere ist geöffnet. Dazu hat trägt er eine Krawatte. Diese Bekleidung ist für eine sportliche Betätigung zwar ungewöhnlich, wie auf Pressefotos zu sehen, trug Adenauer beim Bocciaspiel jedoch meist eine Krawatte. In der rechten Hand hält der Bundeskanzler eine Bocciakugel, ist leicht nach vorne gebeugt und im Begriff, die Kugel zu werfen. Zwischen seinen Füßen liegen zwei weitere Bocciakugeln. Das Standbild steht auf einem Sockel aus Stein.